# Miquel II de Dioclea
Miquel II de Dioclea o Miquel II Vojislavljević (serbi: Михаило Војислављевић) fou rei de Dioclea el 1101 i 1102. Era el fill gran del rei Constantí Bodin i la reina Jacinta. Succeí al seu pare com a monarca de Dioclea, però es veié superat pels seus cosins en la pugna pel tron. Quan perdé els seus últims partidaris, abdicà i es retirà a un monestir.